# Amateur Schwimm Club Duisburg
L'Amateur Schwimm Club Duisburg, Abbreviato anche ASC Duisburg, è una società polisportiva di Duisburg fondata nel 1909 nota per la sua sezione pallanuotistica. La squadra maschile di pallanuoto milita nella massima serie tedesca, la Deutsche Wasserball-Liga, ed è stata per cinque volte campione di Germania.

## Storia
Fondata nel 1909, attualmente la polisportiva conta circa 3700 iscritti ed è uno dei club di nuoto più grandi della Germania. Lo Sportpark Wedau, dove si trova la polisportiva, è un centro sportivo di circa due ettari, fornito di una piscina riscaldata di 50 metri.

## Sezione pallanuotistica
La sezione maschile di pallanuoto disputa da vari anni la Deutsche Wasserball-Liga. La squadra si trova regolarmente nel gruppo di testa della classifica, ma non riesce a interrompere il dominio dello Spandau 04 nella pallanuoto maschile. Nel 2010 la squadra è riuscita a vincere la Coppa di Germania, interrompendo il dominio dello Spandau 04 che durava da oltre vent'anni.

## Rosa 2022-2023
| N° |                     | Ruolo | Giocatore         |
| -- | ------------------- | ----- | ----------------- |
|    | Germania (bandiera) | P     | Moritz Schenkel   |
|    | Germania (bandiera) |       | Florian Bruns     |
|    | Germania (bandiera) |       | Finn Burgsmüller  |
|    | Bulgaria (bandiera) |       | Andrei Covaci     |
|    | Germania (bandiera) |       | Philipp Dolff     |
|    | Germania (bandiera) |       | Dennis Eidner     |
|    | Romania (bandiera)  |       | Róbert Gergelyfi  |
|    | Ucraina (bandiera)  |       | Denys Gusakov     |
|    | Germania (bandiera) |       | Jan Rick Hoehmann |

| N° |                     | Ruolo | Giocatore        |
| -- | ------------------- | ----- | ---------------- |
|    | Germania (bandiera) |       | Nils Illinger    |
|    | Germania (bandiera) |       | Lukas Kueppers   |
|    | Germania (bandiera) |       | Finn Plogmann    |
|    | Germania (bandiera) |       | Maximilian Rompf |
|    | Germania (bandiera) |       | Timo Schwark     |
|    | Germania (bandiera) |       | Sascha Seifert   |
|    | Germania (bandiera) |       | Vukasin Simic    |
|    | Serbia (bandiera)   |       | Đorđe Tanaskovic |

## Palmarès

### Trofei nazionali
- Campionato tedesco: 5

1957, 1963, 1965, 1967, 1968
- Coppa di Germania: 3

1972, 1989, 2010